# Ruthalicia
Ruthalicia là một chi thực vật có hoa trong họ Cucurbitaceae.

## Loài
Chi Ruthalicia gồm các loài: